# Малая Нюла
Малая Нюла, Малая Нула — река в России, протекает в Прилузском районе Республики Коми. Устье реки находится в 291 км по правому берегу реки Луза. Длина реки составляет 15 км.
Исток реки в таёжном массиве среди холмов Северных Увалов неподалёку от границы Прилузского и Сысольского районов в 9 км к северо-востоку от села Занулье. Генеральное направление течения — юг. Всё течение, за исключением устья, проходит по ненаселённому холмистому таёжному массиву. Впадает в Лузу у села Занулье.

## Данные водного реестра
По данным государственного водного реестра России и геоинформационной системы водохозяйственного районирования территории РФ, подготовленной Федеральным агентством водных ресурсов:
- Бассейновый округ — Двинско-Печорский
- Речной бассейн — Северная Двина
- Речной подбассейн — Малая Северная Двина
- Водохозяйственный участок — Юг
- Код водного объекта — 03020100212103000012471